# Donggyeongi
Il Donggyeongi o daeng gyeon (댕견) o Donggyeong gae (동경 개), è una razza di cane anuro (senza coda) o brachiuro originario della Corea. È una razza in pericolo di estinzione con solo 600 cani censiti, la razza di cane Gyeongju Donggyeong è una razza registrata come monumento nazionale Coreano dal 2012 dal Cultural Heritage Administration of Korea con il n. 540.
Donggyeong (동경, 東京) era il nome della capitale della dinastia coreana medievale, Gyeongju.

## Storia
L'analisi del DNA indica che il Donggyeongi e l'Jindo coreano si separarono filogeneticamente da un antenato comune circa 900 anni fa. Inoltre, i cani coreani hanno una diversità unica e sono uno dei lignaggi di base dei cani dell'Asia orientale, originari della Cina.
Nella capitale di Silla scavi archeologici hanno mostrato figurine di argilla di cani anuri; queste bambole vengono datate al VI secolo, rendendola una delle razze di cani più antiche della Corea.
I cani Donggyeong si vedevano facilmente nei pressi di Gyeongju ed erano considerati degni di essere preservati per le sue caratteristiche nazionali; tuttavia i cani furono massacrati durante l'era coloniale giapponese (1910-1945). 
Le razze Jindo, i cani Sapsali e Donggyeong sono state a richio di estinzione perché macellati per la produzione di massa delle loro pelli per la fabbricazione di cappotti.
Dopo la Liberazione del 1945, i cani Donggyeong furono disprezzati, si pensava che la mancanza di coda portasse sfortuna o fossero deformi. A causa di ciò, il numero di cani Donggyeong si era drasticamente ridotto. L'ibridazione con altre razze ne ha peggiorato la situazione fino a quando non sono iniziati gli sforzi di conservazione e stabilizzazione della razza.

## Caratteristiche
I cani Donggyeong hanno code molto corte o sono senza coda (anuri o brachiuri). La sua faccia è simile a quella di un altro cane patrimonio naturale coreano, il coreano Jindo.
Un gruppo di ricerca della Seoul National University ha scoperto due mutazioni correlate alla formazione della coda e due geni correlati alla degenerazione della coda attraverso l'analisi del DNA. Questa caratteristica può essere trasmessa anche con tecniche di trasferimento nucleare di cellule somatiche.
Un'altra ricerca ha mostrato che la distanza filogenetica (utilizzando marcatori microsatellitari) con i cani coreani è modesta, mentre non è così con le altre razze "straniere".
Oggi è considerato esclusivamente un animale domestico e un cane da guardia.